# 小町定
小町 定（こまち さだむ、1920年（大正9年）4月18日 - 2012年（平成24年）7月15日）は太平洋戦争期の大日本帝国海軍の戦闘機搭乗員。最終階級は海軍飛行兵曹長。

## 経歴
太平洋戦争において真珠湾攻撃から終戦まで大戦の全期間を戦い、生き抜いた歴戦の操縦士。空母「翔鶴」の戦闘機隊員として、太平洋戦争前期の主要な作戦ほとんどに参加した。岩本徹三飛曹長、熊谷鉄太郎飛曹長らとともに三号爆弾（三号特爆）による対編隊爆撃機迎撃の名手であった。1944年（昭和19年）3月には、被弾して燃料を噴きながらもB-24を迎撃し続けた功により特別善行章一線を付与された。
1944年（昭和19年）6月、マリアナ沖海戦に参加するため、零戦15機の編隊でトラック島からグアム島に移動したが、グアム島の上空を制圧していた米機動部隊のグラマンF6Fに着陸寸前に襲撃され、海面に不時着して顔や手足に大火傷を負った。グアム島の日本軍は同年8月までに玉砕したが（グアムの戦い）、小町は負傷から数日後にグアム島からトラック島に一式陸上攻撃機で救出され、トラック島から病院船氷川丸で内地に帰還して入院治療を受けた。2か月後に退院し、峰山海軍航空隊に教員として赴任、着任の直後に飛行兵曹長に進級して教官となり、練習生の指導にあたった。
小町は、操縦練習生時代の班長が、当時の海軍では当たり前だった体罰を小町たちに一切加えなかったことを徳とし、教育部隊での教え子に、体罰を一切加えなかった。
1945年（昭和20年）6月に横須賀海軍航空隊附となり、8月15日の玉音放送を迎える。8月18日、偵察のため関東上空に飛来したB-32を紫電改で迎撃した。この迎撃は、指揮官が命令したものではなく、敵爆撃機の飛来を発見した搭乗員・整備員たちが自発的に行ったものだった。日本側の迎撃で損傷したB-32は硫黄島にたどり着いたが、機銃射手が1人機上戦死した。玉音放送後の戦闘であるが、米軍から日本側に苦情はなかった。この迎撃戦闘は、帝国海軍航空隊の最後の空戦であった。坂井三郎少尉は、自らもこの空戦に零戦で参加したと述べている。一方、小町は「紫電改ですら、降下しながら全速で逃げるB-32を追いかけるのに苦労した。零戦では追えなかっただろう」という趣旨を述べている。大原亮治上等飛行兵曹は零戦52型で同日にB-32を迎撃し、三撃目までを加えたことを証言している。ただし、小町と大原の証言を本にまとめた神立尚紀は、この日飛来したB-32は複数機だったらしく、小町と大原が迎撃したのはそれぞれ別の機体であろうと判断している。
撃墜機数は18機以上（協同撃墜を含まず）。空母「翔鶴」乗組の軍医科士官、峰山海軍航空隊軍医長として、小町と同じ部隊に二度勤務した渡辺直寛 海軍軍医大尉は、小町を「零戦操縦士の至宝」と評した。
復員後、「職業軍人」を白眼視する故郷を捨て、妻と共に無一文で上京した。釘の行商から身を起こし、材木店、建築会社の経営を経て、1973年（昭和48年）から、東京・蒲田で賃貸ビルオーナーとなった。2012年（平成24年）7月15日、老衰で死去。

### 年表
- 1920年（大正9年）4月18日 石川県の半農半商の家に生まれる。7人兄弟の3男。中学校を2年で中退し、大阪の商社に就職[1]
- 1938年（昭和13年） 志願兵として呉海兵団入団。海兵団での教程を終えて程なく、第49期操縦練習生に採用される[1]
- 1940年（昭和15年）6月 第49期操縦練習生（戦闘機専修）卒業、実戦部隊の大村海軍航空隊に配属。10月、空母「赤城」乗組。
- 1941年（昭和16年）5月 空母「翔鶴」乗組、12月真珠湾攻撃に参加
- 1942年（昭和17年）4月 セイロン沖海戦・5月珊瑚海海戦・8月第二次ソロモン海戦・10月南太平洋海戦に参加。11月 大村海軍航空隊教員。海軍に入った頃から交際していたクリスチャン女性と結婚[1]。
- 1943年（昭和18年）12月 第二〇四海軍航空隊に転じ、ラバウルに赴任。
- 1944年（昭和19年）1月 第二五三海軍航空隊に転ずる。2月トラック後退後、6月あ号作戦参加のためグアムへ向った際に被弾して海面に不時着、大火傷を負う。内地での2か月の入院後、峰山海軍航空隊教員。直後に海軍飛行兵曹長に進級して同教官
- 1945年（昭和20年）
  - 6月 横須賀海軍航空隊附。
  - 8月18日 関東上空で帝国海軍航空隊の最後の空戦に参加。
- 2012年（平成24年）7月15日 死去。